# Индийская афалина
Индийская афалина (лат. Tursiops aduncus) — вид дельфинов, один из трёх видов рода афалин (Tursiops) наряду с афалиной (Tursiops truncatus) и австралийской афалиной (Tursiops australis).

## Описание
Индийские афалины, внешне очень похожие на обыкновенных афалин, отличаются от них чуть более тонким телом, более длинным и тонким клювом. Средняя длина тела составляет 2,6 метра, и весят до 230 килограммов.

## Распространение
Индийская афалина обитает в водах вокруг Индии, северной Австралии, Южного Китая, восточного побережья Африки, а также в Красном море.